# Robert Badman
Robert Alfred Brittain Badman (ur. 5 sierpnia 1882 w Bangkoku, zm. 30 września 1914 w Barnet) – brytyjski szermierz, szablista. Członek brytyjskiej drużyny olimpijskiej w 1908 roku.